# A gonosz lady
A gonosz lady (The Wicked Lady) 1983-ban készült színes, angol történelmi kalandfilm. Michael Winner alkotása Leslie Arliss 1945-ben készült azonos című filmjének remake-je. Arlissnál a címszerepet Margaret Lockwood játszotta, Winnernél pedig Faye Dunaway, akit alakításáért Arany Málna díjra jelöltek. A színésznőnek 4 éven belül ez már a harmadik jelölése volt a nem éppen megtisztelő díjra, amelyet 1982-ben meg is kapott az Anyu a sztár című filmben nyújtott alakításáért. A gonosz ladyt az olcsó filmjeiről híres Cannon Films gyártotta. A produkció nem volt igazán sikeres se a kritikusok, se a közönség körében.

## A cselekmény
|  | Alább a cselekmény részletei következnek! |

Anglia a XVII. században. Sir Ralph Skelton vidéki házában esküvőre készülnek: az úr nőül kívánja venni bájos pártfogoltját, Caroline-t. A lagzira megérkezik Barbara, a menyasszony barátnője, hogy ő legyen az egyik nyoszolyólány. A csalfa barátnő szemet vet a jómódú vőlegényre, és nem okoz gondot számára, hogy elcsábítsa a férfit. Mire a lakodalomra kerül sor, megváltozik a szereposztás: Barbara a menyasszony, Caroline a nyoszolyólány. A nemes lelkű teremtés ugyanis lemondott Sir Ralphról, miután a férfi bevallotta neki, hogy Barbara megbabonázta. Az újdonsült ara az esküvőn már a fiatal Kit Locksby lovaggal flörtöl, aki elmondja, hogy nőül vette volna Barbarát, ha egy nappal előbb ismeri meg. A temperamentumos Lady Skelton hamar megunja a vidéki életet, ám Sir Ralph megtagadja azt a kívánságát, hogy Londonban is tartsanak fenn egy házat. Barbara egy napon elkéri annak a lezárt szobának a kulcsát, amelyben egykoron férje nagybátyját megölték. A szobához titkos folyosó is tartozik. Az asszony ráveszi az urát, hogy ezentúl aludjanak külön, és ő természetesen a felnyittatott szobában rendezkedik be.
Egyik nap látogatóba érkezik Henriette, Sir Ralph húga. Az esti kártyacsatában Barbara még azt az értékes melltűt is elveszíti, amelyet esküvője napján adott át neki a nagybátyja, és amely halott édesanyjáé volt valaha. Henriette másnap hajnalban el kíván utazni, esély sincs tehát a csodálatos ékszer visszanyerésére. Amikor szó esik arról, hogy a környéken garázdálkodik a rettegett haramia, Jackson kapitány, a ladynek merész ötlete támad. Hajnalban banditának öltözve, a titkos folyosón keresztül távozik a kastélyból, és megtámadja Henriette hintóját. Mindent visszaszerez tőle, és még időben, a nő előtt sikerül visszatérnie a kastélyba. Ralph és a többi nemesúr másnap vérdíjat tűz ki Jackson fejére, és az sem zavarja őket, hogy ugyanazon az éjjelen Jackson mérföldekkel távolabb, alig egy órával Henriette megtámadása után is véghez vitt egy rablást.
Caroline és Barbara között kezd elmérgesedni a viszony, és Lady Skelton kiutasítja a házból volt barátnőjét. Sir Ralph most már hiába ajánlja fel Barbarának, hogy költözzenek Londonba, az asszonyt a vidéki (haramia)élet jobban izgatja, mint a városi mulatságok. Egyik éjjel azonban összeakad az igazi Jacksonnal is. Az útonállót meglepi, hogy kollégája egy gyönyörű nő, aki ráadásul nem akarja felfedni a kilétét. Barbara Jackson szeretője lesz, de figyelmezteti a férfit, hogy nagyon megkeserüli, ha meg meri csalni őt. A lady egy napon keresztelőre hivatalos. A boldog apa Sir Ralph egyik bérlője, egy vagyonőr, aki kikotyogja az előkelő hölgynek, hogy mikor lesz a következő aranyszállítás időpontja. Barbara és Jackson természetesen megtámadja a szállítmányt (ráadásul fényes nappal!), a fiatal apuka, Ned azonban utánuk ered. Lady Skelton lelövi az üldözőt, néhány pillanattal később viszont azt mondja a haldoklónak, hogy a lóra célzott. A felzaklatott nemesasszony nem veszi észre, hogy monogramos zsebkendőjét a holttest mellé ejtette.
Az idős szolga, Hogarth később ezzel a zsebkendővel megy be úrnőjéhez. A Milady persze tagad, ám az idős férfi elmondja, hogy mindent tud róla. Titokban megfigyelte éjszakai kiruccanásait, sőt egy ízben találkáját is egy ismeretlen férfival. A vallásos Hogarth még nem döntötte el, hogy botrányt csináljon-e vagy megpróbálja megmenteni a Milady bűnös lelkét. Barbara bűnbánatot színlel, azt állítja, hogy megbabonázták, és kéri a szolgát, hogy segítse vissza őt a helyes útra. Lady Skelton egy ideig kénytelen a tisztességes asszonyok unalmas, házimunkával teli életét élni. Hogarth roppant elégedett vele, ám az asszony unja a színlelést, és szabadulni szeretne titkának egyetlen tudójától. Ám amíg kénytelen volt mellőzni az éjszakai kiruccanásokat, addig Jackson egy másik nővel szűrte össze a levet, a nemes Kit Locksby pedig egyenesen Barbara legfőbb riválisát, Caroline-t csábította el. Lady Skelton bosszút forral a hűtlen bandita ellen, és aljas tervet eszel ki annak érdekében, hogy megszabaduljon férjétől, és Kité lehessen, akibe végzetesen beleszeretett…

## Érdekességek
|  | Alább a cselekmény részletei következnek! |

Jackson szeretői ölre mennek (Marina Sirtis és Faye Dunaway)

- A film Magdalen King-Hall (1904–1971) Life and Death of the Wicked Lady Skelton című bestsellerje alapján készült, akárcsak az 1945-ös változat. A cselekmény valós személy, Lady Katherine Ferrers (1634. május 4. – 1660. június 26.) legendáján alapul, de a regény fordulatainak többsége az írói fantázia terméke.
- Michael Winner még gyerekkorában látta az eredeti filmet, és már akkor elhatározta, hogy ha rendező lesz, akkor újra megfilmesíti ezt a történetet.
- Faye Dunaway lemondta Regan szerepét a Lear király 1984-es angol tévéfilmváltozatában, hogy eljátszhassa Lady Skeltont Winner alkotásában. A Shakespeare-mű tévés feldolgozásában Laurence Olivier partnere lehetett volna. A gonosz ladyben egy másik nagyszerű Shakespeare-színésszel, John Gielguddal játszott együtt.
- A film egyik jelenete különösen kivívta a cenzúra nemtetszését. Ebben Faye és Marina Sirtis között verekedésre kerül sor, lovaglóostorral ütik egymást a bámészkodó tömeg szeme láttára, miközben kicsit odébb nyilvános akasztás zajlik. A Dunaway játszotta Lady Skelton ostorcsapásainak hatására a Jackson kapitány szeretőjét alakító Sirtisről leszakad ruhájának felső része, ám az elvetemült lady tovább ostorozza a félmeztelen nőt. A cenzorok ragaszkodtak ahhoz, hogy a brit tévé- és videováltozat számára megrövidítsék a Sirtis csupasz kebleit bemutató képsorokat, noha a film egyéb jeleneteiben is láthatók fedetlen női mellek.
- A filmmel kapcsolatos negatív vélemények főleg a szereposztásra vonatkoztak. A bírálók szinte mindegyik főszereplőt rossz választásnak tartották. Szerintük Faye Dunaway túl öreg volt a szerepre, és sokkal inkább tűnt a Glynis Barber játszotta Caroline anyjának, mint barátnőjének. Elhangzott az az észrevétel is, hogy az akkoriban Angliában élő hollywoodi filmcsillag túljátszotta a szerepet. Denholm Elliottot ugyancsak túlkorosnak találták, akiről képtelenség elhinni, hogy két nőben is gyengéd érzelmeket keltene. Alan Bates esetében az volt a vélemény, hogy az egyébként kitűnő, de már korosodó és szemmel láthatóan hízásnak indult színész egyáltalán nem úgy fest, mint egy rettegett, félelmetes és férfias bandita. Oliver Tobiast egyszerűen nevetségesnek találták a szívtipró Kit Locksby lovag szerepében, Glynis Barberről és Marina Sirtisről pedig azt mondták, hogy szemrevaló kebleik megmutatásán túl többet nem is érdemes várni tőlük.

## Magyar kritikai visszhang
„Elkábítja a nézőt a 17. század Angliájának precízen korhű, barokkosan túlburjánzó pompával visszaálmodott eredetisége. A stilizáció magasiskolájának lehetünk tanúi a paloták, a külső és belső helyszínek, az egész korszak illúzióteli, túlcsorduló szépségű megjelenítésekor. […] Csupán annak hiteles és motivált bemutatása hiányzik ebből az egyébként míves filmből, hogy a Faye Dunaway megformálta ördögi gonosz asszony az unalmon kívül mitől válik útszéli rablóvá, saját társadalmi rendje esküdt ellenségévé? […] John Gielgud, Alan Bates és a népes szereplőgárda többi tagja egyaránt tudása legjavát adja. Michael Winner ebben az alkotásában is a szakma kiváló mesteremberének bizonyul.”

(Gáti Péter kritikája. In: Filmvilág 1984/9, 53. oldal)

## Főszereplők
| Karakter             | Színész         | Magyar hang (1. változat; 1984) | Magyar hang (2. változat) | Magyar hang (3. változat) |
| -------------------- | --------------- | ------------------------------- | ------------------------- | ------------------------- |
| Lady Barbara Skelton | Faye Dunaway    |                                 | Kovács Nóra               | Vándor Éva                |
| Jerry Jackson        | Alan Bates      | Végvári Tamás                   | Csernák János             |                           |
| Hogarth              | John Gielgud    |                                 | Szokolay Ottó             |                           |
| Sir Ralph Skelton    | Denholm Elliott | Pathó István                    | Barbinek Péter            | Németh Gábor              |
| Lady Kingsclere      | Prunella Scales |                                 | Vándor Éva                |                           |
| Kit Locksby          | Oliver Tobias   | Koroknay Géza                   | Viczián Ottó              |                           |
| Caroline             | Glynis Barber   |                                 | Györgyi Anna              |                           |

## Arany Málna díj
- 1984 jelölés Faye Dunaway (legrosszabb színésznő)